# Dajan nuur
Dajan nuur (mong. Даян нуур) – jezioro w południowo-zachodniej Mongolii w ajmaku balanolgijskim, w Kotlinie Wielkich Jezior. Liczy 67 km² powierzchni. Od 2009 uznawane przez BirdLife International za ostoję ptaków IBA. Leży na terenie Parku Narodowego Ałtaj-Tawanabogd.
Od października do czerwca jezioro pozostaje zamarznięte. W okolicy spotkać można wilki szare (Canis lupus), lisy rude (Vulpes vulpes) oraz manule (Felis manul). Z okolicy jeziora rozciąga się widok na góry Ałtaj; potencjalnie miejsce może okazać się interesujące z punktu widzenia ekoturystyki.
Ze względu na 6 gatunków ptaków lęgnących się na okolicznych terenach uznano jezioro, wraz z leżącym na południowy wschód od Dajan nuur Char nuur i przybrzeżnymi terenami, za ostoję ptaków. Wokół jezior gnieździ się 6 gatunków, które BirdLife uznało za kluczowe. Jeden, raróg zwyczajny (Falco cherrug), jest zagrożony wyginięciem, zaś kląskawka mongolska (Saxicola insignis) jest bliska zagrożenia. Pozostałe trzy są uznawane za gatunki najmniejszej troski; należą do nich: czajka zwyczajna (Vanellus vanellus), pustułeczka (Falco naumanni) oraz gęś tybetańska (Anser indicus).